# Leif Omdal
Leif Omdal, född 31 maj 1894, död 13 juni 1973, var en norsk skådespelare.
Omdal var under 1920-, 1930- och 1940-talen engagerad vid Det Nye Teater. Han var också engagerad vid Nationaltheatret. Vid sidan av teatern verkade han också som filmskådespelare. Han filmdebuterade 1934 i Einar Sisseners Syndare i sommarsol där han gjorde rollen som Peter Møllendorff. År 1941 medverkade han i Leif Sindings Den kärleken, den kärleken! i rollen som kypare. Sin tredje och sista filmroll gjorde Omdal 1953 i Bjørn Breigutus Brudebuketten, där han spelade konsthandlare.

## Filmografi
- 1934 – Syndare i sommarsol
- 1941 – Den kärleken, den kärleken!
- 1953 – Brudebuketten